# Tribune (Kansas)
Tribune é uma cidade localizada no estado americano de Kansas, no Condado de Greeley.

## Demografia
Segundo o censo americano de 2000, a sua população era de 835 habitantes.
Em 2006, foi estimada uma população de 712, um decréscimo de 123 (-14.7%).

## Geografia
De acordo com o United States Census Bureau tem uma área de
1,9 km², dos quais 1,9 km² cobertos por terra e 0,0 km² cobertos por água. Tribune localiza-se a aproximadamente 1110 m acima do nível do mar.

## Localidades na vizinhança
O diagrama seguinte representa as localidades num raio de 48 km ao redor de Tribune.